# Skylab 2
Skylab 2 byla kosmická loď pro dopravu první posádky kosmonautů k Skylabu, orbitální stanici USA na oběžné dráze Země v roce 1973. Byla v pořadí 44 lodí Země s kosmonauty, která letěla do vesmíru.

## Posádka
Trojice kosmonautů USA byla v tomto složení:
- Charles Conrad (4) - velitel letu
- Paul Weitz (1)
- Joseph Kerwin (1)

V závorkách je uvedený dosavadní počet letů do vesmíru včetně této mise.

### Záložní posádka
- Russell Schweickart - velitel
- Bruce McCandless
- Franklin Musgrave

## Parametry mise
- Hmotnost: 19 979 kg
- Perigeum: 428 km
- Apogeum: 438 km
- Orbitální inklinace: 50 °
- Doba oběhu: 93,2 minut
- Nosná raketa: Saturn IB

## Technická data

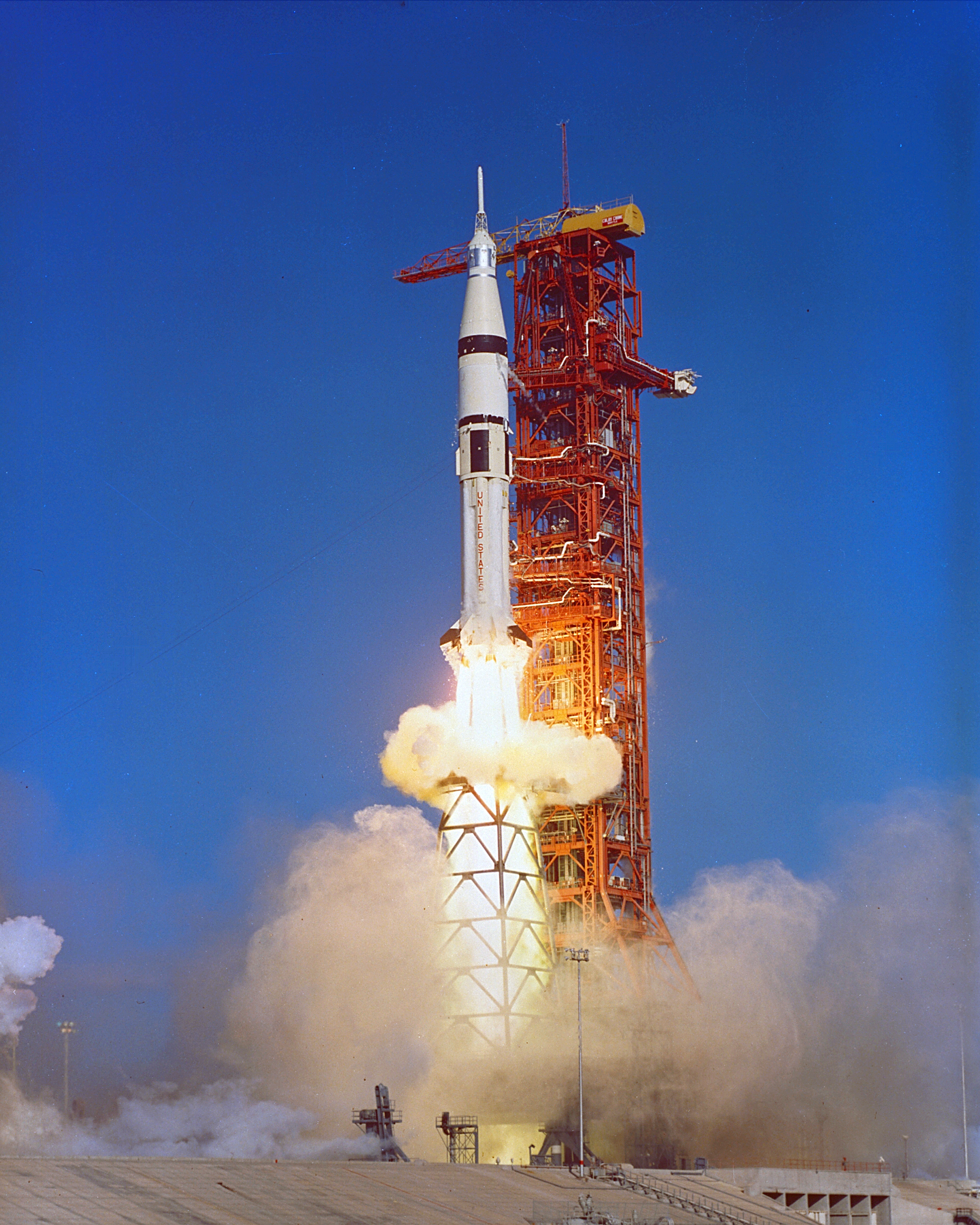
Start rakety Saturn IB

Loď určená pro tříčlennou posádku s výrobním číslem CSM-116 se skládala z velitelského a servisního modulu používaného v předchozím úspěšném programu Apollo, vážila 19 970 kg. Byla vyrobena americkou společností North American Rockwell Corporation, Space Div., Downey, Kalifornie (USA) pro NASA v Houstonu. Byla později katalogizována v COSPAR s označením 1973-032A. Velitelský modul CM (Command Module) ve tvaru kužele vysokého 3,5 metru obsahoval kabinu, padákový systém se sedmi padáky, motorky, baterie, optiku a záchranný systém LES, který se po úspěšném vzletu odhodil. Modul SM (Service Module) obsahoval hlavní motor a pohonné hmoty, baterie, zásobník kyslíku. Před přistávacím manévrem se od druhého modulu oddělil.

## Start
Kosmickou loď vynesla na oběžnou dráhu 25. května 1973 raketa Saturn IB z mysu Canaveral na Floridě.

## Průběh letu

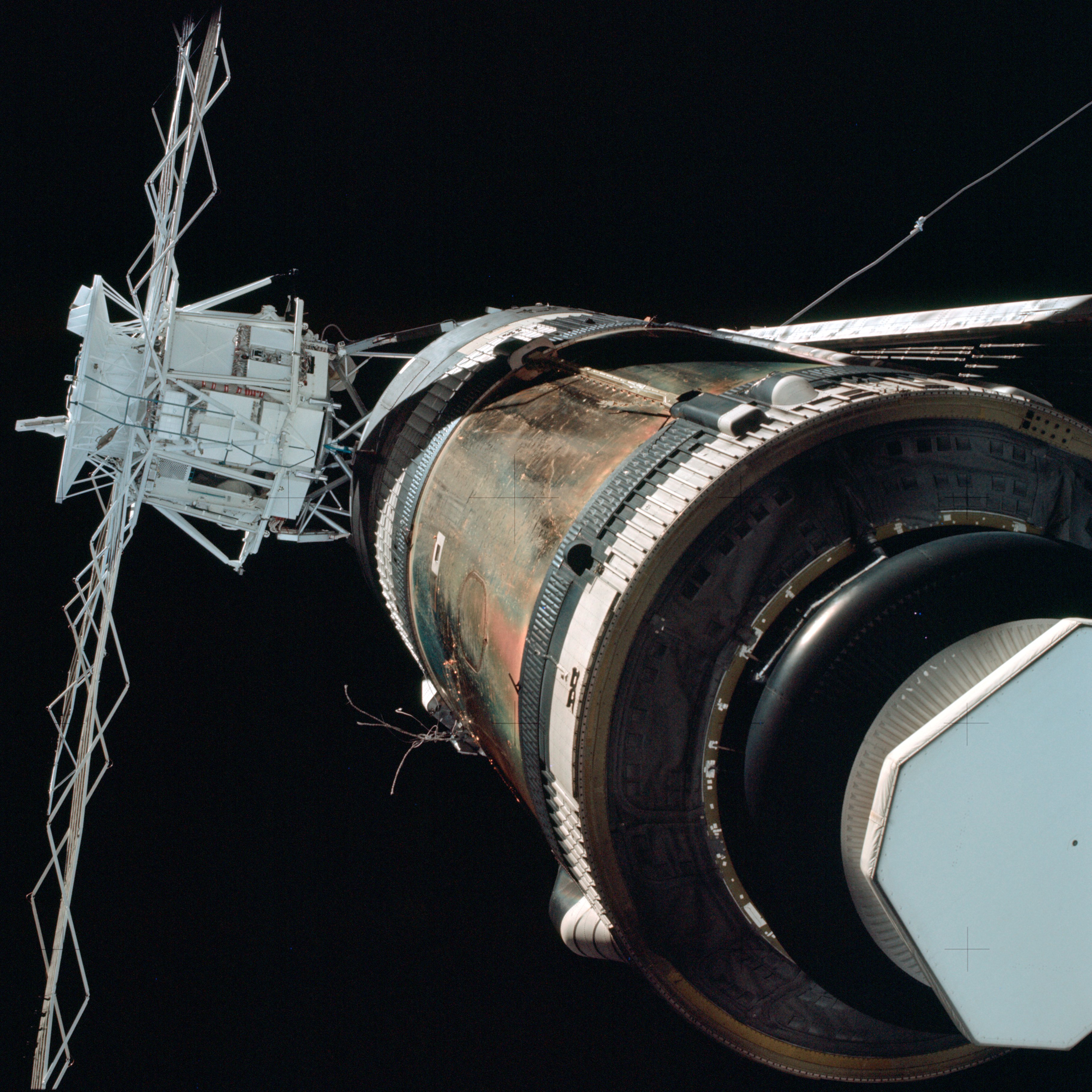
Snímek vesmírné stanice Skylab z kosmické lodi Skylab 2

Po osmi hodinách letu se loď připojila nad Pacifikem k orbitální stanici Skylab, kam posádka po odpočinku přestoupila 26. května a zahájila připravený program. Po pěti dnech kvůli poruše museli Conrad a Kerwin vystoupit na povrch stanice (výstupy označené EVA) k provedení drobné opravy na panelu slunečních baterií. Výstup trval čtyři hodiny. O několik dní později, 10. června kvůli výměně kazet a filmů i dalším drobným opravám vystoupili ven znovu. Ve stanici pořídili několik tisíc fotografií Země a Slunce. Posádka na osmdesátitunové stanici strávila téměř celý měsíc a zanechala ji po svých opravách v dobrém stavu pro své následovníky na Skylabu 3.

## Závěr letu

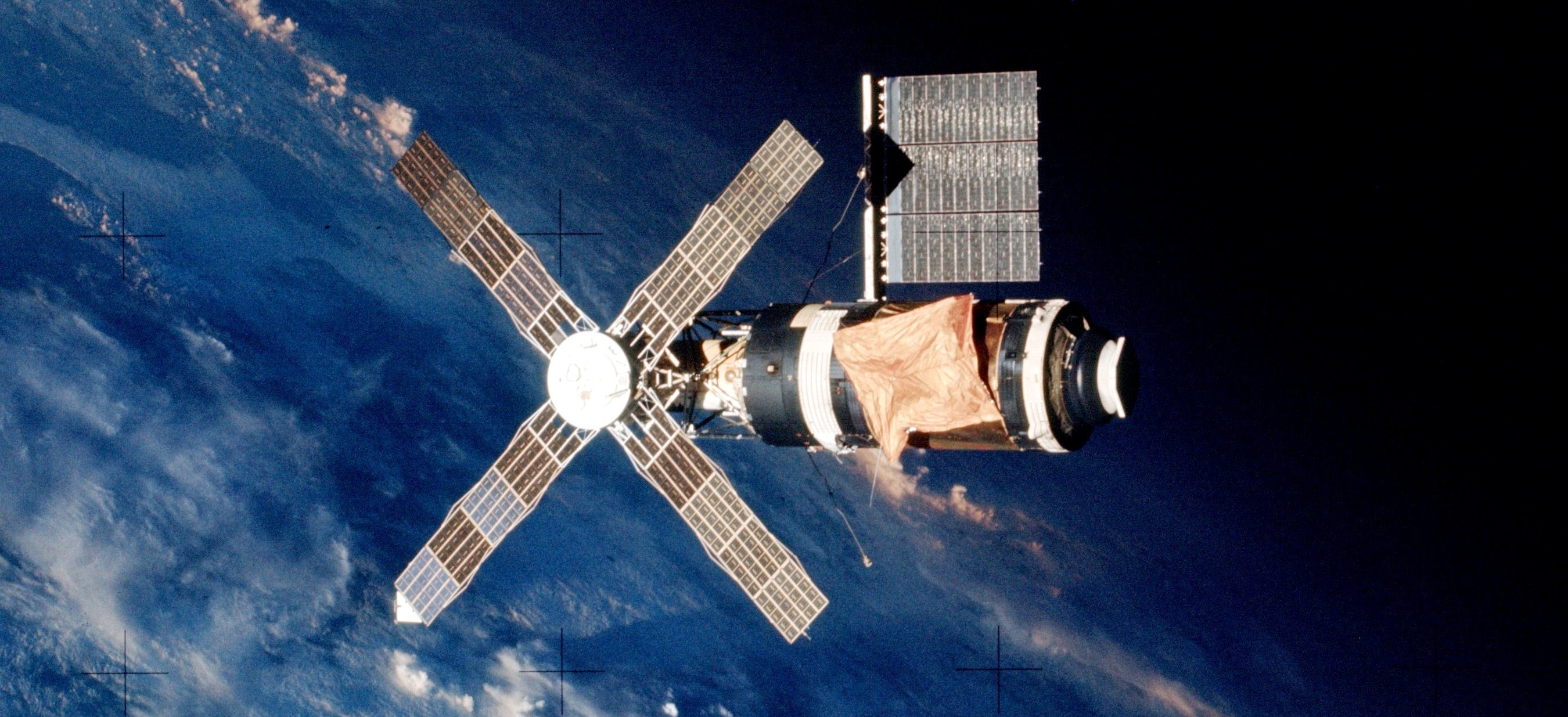
Skylab 2 (rok 1973)

Závěrečnému přistávacímu manévrhu předcházelo pozvolné snižování oběžné dráhy Skylabu 2 tak, aby kosmonauté po dlouhodobém pobytu v beztížném stavu omezili přetížení na minimálně nutnou dobu. Na Zem přistála posádka 22. června 1973 na hladinu Tichého oceánu asi 1300 km od San Diega. O posádku i s kabinou se postarala letadlová loď USS Ticonderoga, která byla v době přistání asi 10 km daleko.  O dva dny později celá trojice odletěla do Kalifornie, kde byli představeni Richardu Nixonovi a Leonidu Brežněvovi.